# Waterloo-Säule

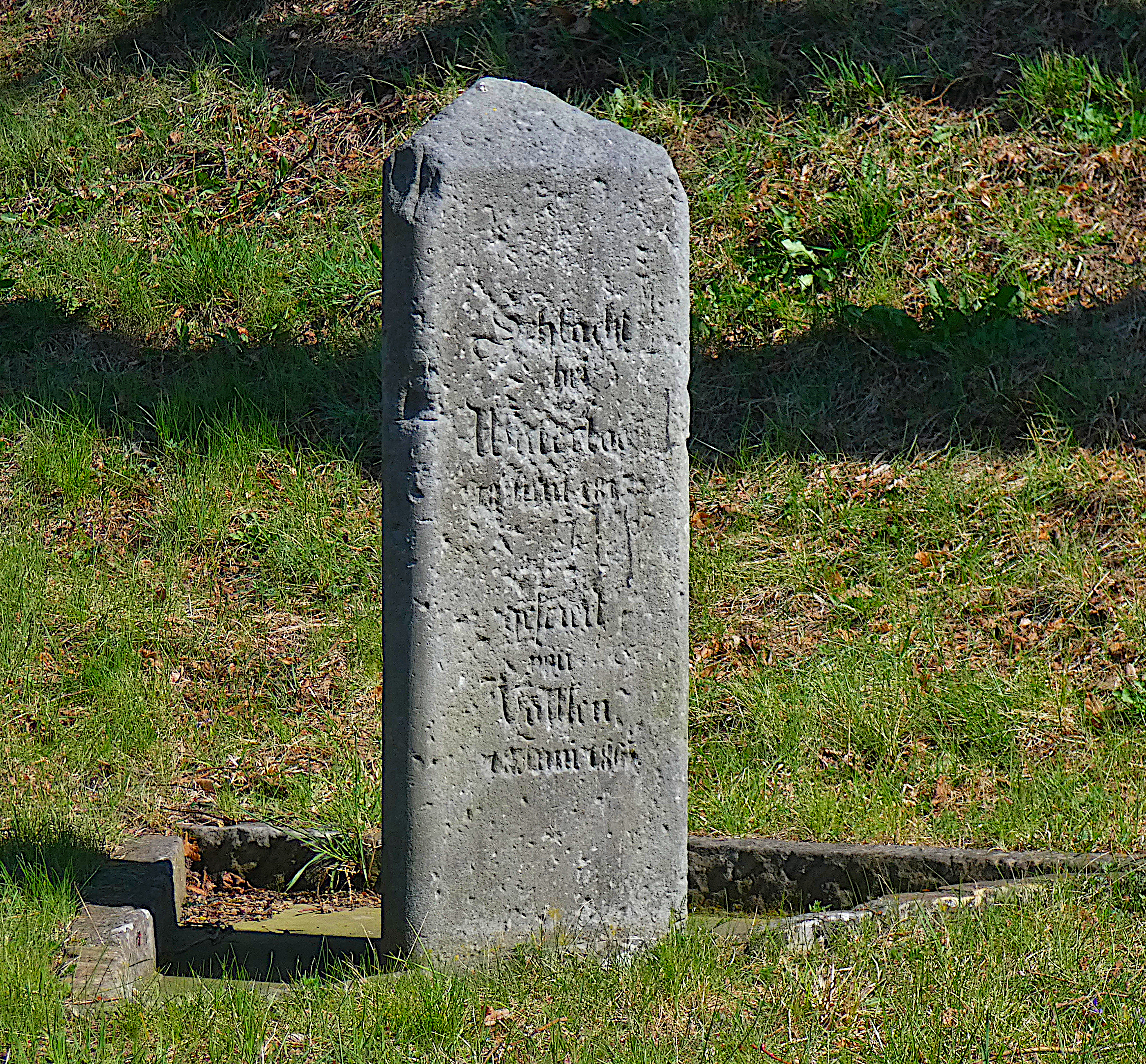
Waterloo-Säule in Völksen

Die Waterloo-Säule ist ein Kulturdenkmal in Völksen, einem Stadtteil von Springe in der Region Hannover in Niedersachsen.
Das Denkmal soll an eine am 50. Jahrestag der Schlacht bei Waterloo veranstaltete Feier der Gemeinde Völksen erinnern.

## Standort
Die Waterloo-Säule wurde 1865 östlich der Völksener Ortslage zwischen einem Steinbruch und der 1860 auf einem Südwesthang unterhalb des Lausebergs, einer Erhebung am östlichen Ende des Deisters, errichteten Windmühle aufgestellt. Das Gelände des ehemaligen Steinbruchs wurde später zum Bau des Sportplatzes und des Sportheims des SC Völksen genutzt. Der Standort des Denkmals ist daher Am Sportplatz 13.

## Beschreibung

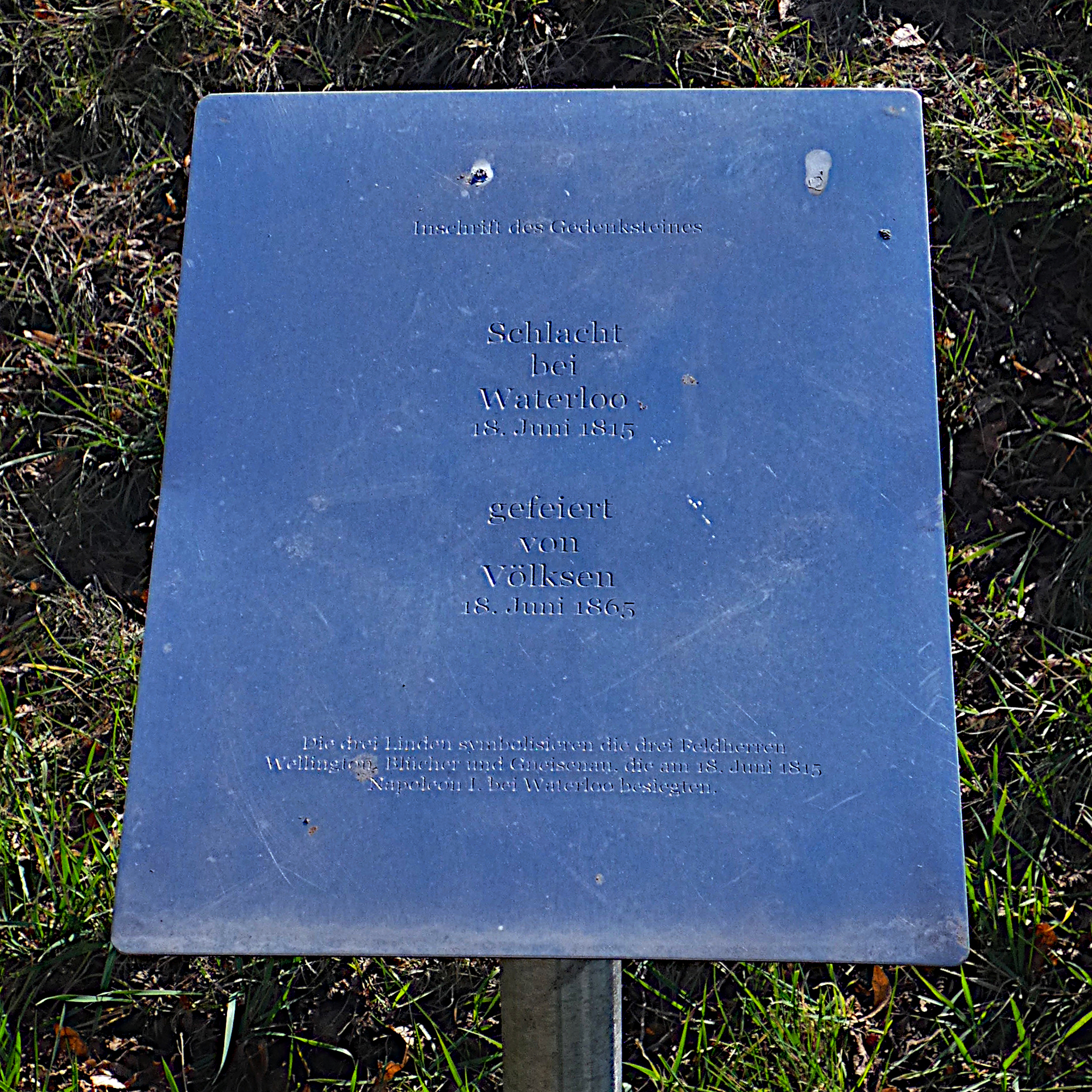
Hinweistafel bei der Waterloo-Säule

Auf einem grasbewachsenen Hang bei der Einfahrt zum Sportheim steht eine von drei großen Linden umgebene dreikantige Sandsteinsäule.
Sie hat eine Höhe von 115 cm. Ihre Seiten sind jeweils etwa 40 cm breit. Die Südseite trägt die stark verwitterte Inschrift.

„Schlacht bei Waterloo 18. Juni 1815
 gefeiert von Völksen 18. Juni 1865“

Die drei Linden sollen laut einer beim Denkmal stehenden Hinweistafel die an der Schlacht beteiligten Feldherrn Wellington, Blücher und Gneisenau symbolisieren.

## Denkmalschutz
Die Völksener Waterloo-Säule ist als Einzeldenkmal gemäß § 3 Abs. 2 NDSchG unter einer nicht persistenten Objekt-ID geschützt.
An der Erhaltung des Gedenksteins in Völksen besteht aufgrund seiner geschichtlichen Bedeutung ein öffentliches Interesse.